# ふうちょう座アルファ星
ふうちょう座α星(ふうちょうざアルファせい、α Apodis / α Aps)は、ふうちょう座で最も明るい恒星であり4等星。

## 名称
ふうちょう座という星座の名前はもともとApis Indica(インドのみつばち座)という名前だったが、誤植によりAvisやApusとなり、結果としてApusとなった。αというのはバイエル命名法にもとづく名称である。
中国語ではふうちょう座α星は異雀(Yì Què)というアステリズムを形成している。ふうちょう座α星の他、ふうちょう座ζ星、ふうちょう座ι星、ふうちょう座β星、ふうちょう座γ星、はちぶんぎ座δ星、ふうちょう座δ1星、ふうちょう座η星、ふうちょう座ε星と共に形成している。ふうちょう座α星自身は異雀八 (Yì Què bā)といわれる。

## 特徴
ふうちょう座α星は赤緯が約-79°であるため、南極の周極星である。天球ではケンタウルス座α星とコンパス座α星を結んだ直線上にある。
ふうちょう座α星は巨星に分類され、スペクトル分類ではK3IIIで表される。つまり、この恒星は中心の核で水素の核融合反応を起こし、主系列星から進化したということである。推定ではこの恒星の半径は太陽の48倍、光度は太陽の980倍である。光球の有効温度は4256K(3983℃)でありウィーンの変位則からその放射する波長を求めると約680nmであり、オレンジ色で、スペクトルはK型を示す。年周視差の測定によるとこの恒星は地球から約450光年ある。今のところ伴星は見つかっていない。